# أنانج ديساي
أنانج ديساي هو ممثل هندي، ولد في 1954 بأحمد آباد في الهند.

## أعمال

### أفلام
- (2016) روستم

## وصلات خارجية
- أنانج ديساي على موقع IMDb (الإنجليزية)
- أنانج ديساي على موقع أول موفي (الإنجليزية)
- أنانج ديساي على موقع قاعدة بيانات الأفلام السويدية (السويدية)
- أنانج ديساي على موقع قاعدة بيانات الفيلم (الإنجليزية)
- أنانج ديساي على موقع كينوبويسك (الروسية)